# Jolly Club
Il Jolly Club è una scuderia italiana che ha preso parte a varie edizioni del Campionato del mondo rally. Come sponsor ha avuto principalmente Totip, ma è stata patrocinata anche da altri marchi come FINA, Martini & Rossi e Repsol. Dal 2007 il Jolly Club ha ripreso l'attività come scuderia dedicata al supporto delle proprie vetture (comprese quelle storiche) e ad altre attività di promozione dello sport motoristico.

## Storia

### Gli anni d'oro
La scuderia nasce a Milano nel 1957 da un'idea di Mario Angiolini, il quale lascerà in seguito il testimone al figlio Roberto e alla moglie Renata Zonca. Sotto la presidenza di quest'ultimo, il Jolly Club assume una dimensione internazionale, partecipando con ottimi risultati a varie competizioni motoristiche internazionali sia su pista che nei rally, schierando soprattutto vetture di produzione italiana come Alfa Romeo (Alfetta GT/GTV e 75), Fiat (124 Abarth e 131 Abarth) o Lancia.
Proprio con quest'ultima, in particolare, la scuderia ebbe un rapporto privilegiato, schierando vari modelli della casa di Chivasso nel campionato del mondo rally, tra cui la Fulvia Coupé HF e la Stratos, proseguendo poi con le Rally 037 e Delta S4 del Gruppo B, sino alle varie versioni da corsa della Delta (HF 4WD e HF Integrale); in particolare nel biennio 1992-1993, dopo il ritiro della Lancia dalle corse, fu il Jolly Club a difendere in forma semiufficiale i colori della casa torinese nel mondiale rally. Il Jolly Club ha comunque utilizzato anche vetture non italiane come Ford Escort RS Cosworth e BMW M3, in base alle esigenze dei singoli campionati internazionali e nazionali.

Dario Cerrato su Lancia Delta S4 del Jolly Club, in livrea Totip, al Rally di Sanremo del 1985.

Le vetture e i mezzi della scuderia si distinguevano per i colori arancio e verde dello storico title sponsor Totip; ma le sue vetture e piloti hanno anche corso sotto le insegne Martini Racing, FINA e Repsol, nelle gare del mondiale rally e con altri sponsor importanti, nei vari campionati europei e nazionali, il tutto sino al 1997. Da sottolineare come il Jolly Club fosse attivo anche nel motociclismo (enduro e motocross) e nelle gare di motonautica, oltreché nei raid e nelle gare sport prototipi, arrivando anche in Formula 1 dove nella stagione 1986, grazie alla caparbietà di Roberto Angiolini e in collaborazione con la AGS, si presentò al via di alcuni Gran Premi con un proprio team. Il Jolly Club chiuse i battenti nel 2000, per una serie di problemi legali e fiscali inerenti alla sua gestione.

### La rinascita
Dal 2006 il marchio Jolly Club è stato recuperato a tutti gli effetti ed è tornato nel mondo dell'automobilismo sportivo per iniziativa del gentleman driver Andrea Guidi, con l'aiuto dello storico presidente Roberto Angiolini, insieme al pilota e appassionato Riccardo Mariotti.
Fino al 2011, oltre a diverse gare a vario livello e iniziative promozionali, sono state disputate con successo anche gare dell'International Rally Cup (IRC), e nel 2009 anche del campionato Euro Rally Challenge, con una Lancia Delta con i loghi di questa scuderia, e gare storiche con vetture titolate e nelle livree ufficiali; sono infatti molte le vetture ancora nei colori storici del Jolly Club che percorrono le strade di tutto il mondo, sia nelle competizioni condotte da piloti, che sulle strade dei raduni, condotte da collezionisti di marca e amatori.
Il Jolly Club continua nella partecipazione a varie serie di eventi, fra cui gli appuntamenti dell'International Rally Cup, del Campionato Europeo Storico e Moderno, e le varie gare nazionali moderne e storiche. La struttura odierna, con sede unica in Italia, comprendente membri e referenti europei ed extraeuropei, e partecipa con i suoi soci a vari campionati motoristici nonché a gare per vetture storiche (anche per mezzo di auto possedute dal club e in mano a privati). Oltre a organizzare e seguire eventi e manifestazioni nei vari settori del motorsport, il Jolly Club è impegnato anche in campagne sulla sicurezza stradale e nell'avvicinamento dei giovani alle competizioni, oltre a occuparsi di certificazione di vetture storiche tramite il proprio archivio ufficiale, a disposizione di soci, collezionisti e case d'asta, oltreché di produzioni multimediali tramite una propria struttura dedicata.

## Vetture più utilizzate
- Alfa Romeo 75 IMSA
- Alfa Romeo Alfetta GT/GTV
- BMW M3
- Fiat 124 Abarth Rally
- Fiat 131 Abarth Rally
- Fiat Uno Turbo
- Fiat Ritmo Abarth
- Ford Escort RS Cosworth
- Ford Sierra
- Lancia Delta HF 4WD
- Lancia Delta HF Integrale
- Lancia Delta S4
- Lancia Fulvia
- Lancia Fulvia Coupé HF
- Lancia Rally 037

## Principali piloti nel mondiale rally

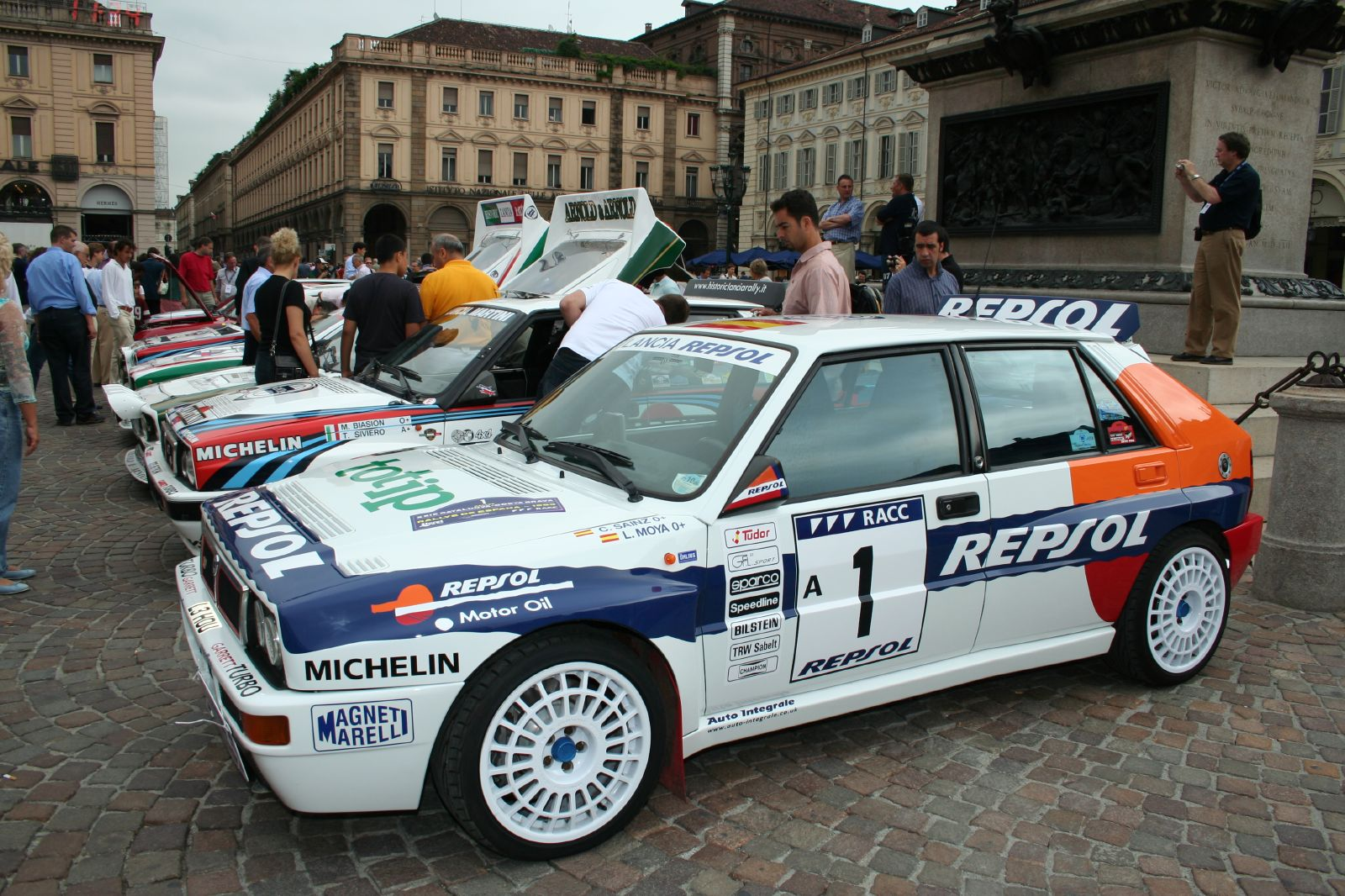
La Lancia Delta HF Integrale di Carlos Sainz del 1993, sponsorizzata dalla Repsol e gestita dal Jolly Club.

- Carlos Sainz
- Miki Biasion
- Didier Auriol
- Alex Fiorio
- Dario Cerrato
- Gianfranco Cunico